# Saison 5 de Mad Men
Chronologie
Saison 4 Saison 6
Cet article présente la cinquième saison de la série télévisée américaine Mad Men.

## Synopsis
La saison 5 est la plus noire jusqu'à présent, celle où certains protagonistes révèlent les aspects les plus sombres et fragiles de leur personnalité, celles où certains chutent. Sans manichéisme, sans caricature et sans jugement. Don Draper et Peggy Olson sont les seuls à sembler sortir indemnes - ou presque - dans cette lutte acharnée pour la conquête, le succès de l'agence et le bonheur personnel. On plonge dans les "années 60", on découvre les Beatles, les Rolling Stones, on tâte du LSD, on expérimente les philosophies orientales et Weight Watchers, on raccourcit les jupes, on subit des électro-chocs, la guerre du Vietnam est en arrière-plan. Certains personnages surgissent du passé, des enfants devenus adolescents nous rappellent que nos héros vieillissent et mûrissent, ou pas. On boit toujours sec, on fume plus que de raison, on fait l'amour sans amour, on travaille beaucoup. La libération de la femme est encore loin, les épouses moisissent dans de somptueux appartements ou de coquets pavillons de banlieue entre illusion, désillusion et ennui.
On suit l'évolution des unions des uns et des autres, entre construction, conflits, déliquescence et ruptures. Parallèlement, les relations avec les clients anciens ou à venir subissent aussi hauts et bas, espoir et déception.
Une saison qui consacre le succès de l'agence et laisse la porte ouverte à l'avenir des protagonistes dans la saison 6, déjà prévue.

## Distribution

### Acteurs principaux
- Jon Hamm (VF : Bruno Choël) : Don Draper (directeur de la création et associé principal)
- Elisabeth Moss (VF : Anne O'Dolan) : Peggy Olson (rédactrice et conceptrice), quitte SCDP durant l'épisode 11.
- Vincent Kartheiser (VF : Yoann Sover) : Pete Campbell (commercial et associé)
- January Jones (VF : Nathalie Karsenti) : Betty Francis
- Christina Hendricks (VF : Marine Jolivet) : Joan Harris (directrice des opérations de l'agence et associée à partir de l'épisode 11)
- Jared Harris (VF : Alain Choquet) : Lane Pryce (directeur financier et associé)
- Aaron Staton (VF : Sébastien Desjours) : Ken Cosgrove (commercial)
- Kiernan Shipka (VF : Corinne Martin) : Sally Draper
- Robert Morse (VF : Michel Prud'homme)  : Bert Cooper (associé principal)
- John Slattery (VF : Éric Legrand) : Roger Sterling (associé principal)
- Rich Sommer (en) (VF : Vincent Ribeiro) : Harry Crane (directeur du service médias et télévision)
- Ben Feldman (VF : Julien Allouf) : Michael Ginsberg (rédacteur)

### Acteurs récurrents
- Jessica Paré (VF : Charlotte Marin) : Megan Calvet (rédactrice de l'épisode 1 à 8), quitte SCDP durant l'épisode 8.
- Julia Ormond (VF : Déborah Perret) : Marie Calvet
- Jay R. Ferguson (VF : Jérôme Pauwels) : Stan Rizzo (directeur artistique)
- Christopher Stanley (en) (VF : Pierre Laurent) : Henry Francis
- Teyonah Parris (VF : Agnès Cirasse) : Dawn Chambers
- Alison Brie (VF : Natacha Muller) : Trudy Campbell
- Alexis Bledel (VF : Noémie Orphelin) : Beth Dawes (4 épisodes)
- Joel Murray (VF : Guy Chapellier) : Freddy Rumsen (3 épisodes)
- Samuel Page (VF : Stéphane Miquel) : Greg Harris (3 épisodes)
- Peyton List (VF : Olivia Luccioni) : Jane Sterling (2 épisodes)
- Darren Pettie (VF : Éric Aubrahn) : Lee Garner, Jr. (2 épisodes)
- Myra Turley (en) (VF : Marion Game) : Katherine Olson (1 épisode)

## Liste des épisodes
1. Bisou-Bisou
2. L'avenir nous appartient
3. Rendez-vous mystère
4. Accident de parcours
5. États seconds
6. Renoncements
7. Lady Lazarus
8. Ombres et ténèbres
9. Valse de Noël
10. L'autre femme
11. Commissions
12. Vous êtes seul ?

### Épisodes 1 et 2:Bisou-Bisou
- États-Unis : 25 mars 2012
- France : 22 novembre 2012[réf. souhaitée]
- Québec : 12 et 19 juin 2013 à Télé-Québec[1]
- Belgique :
- Suisse :

- États-Unis : 3,54 millions de téléspectateurs[2]

### Épisode 3:L'avenir nous appartient
- États-Unis : 1er avril 2012
- Québec : 26 juin 2013 à Télé-Québec

- États-Unis : 2,94 millions de téléspectateurs[3]

- Ben Feldman : Michael Ginsberg

### Épisode 4:Rendez-vous mystère
- États-Unis : 8 avril 2012
- Québec : 3 juillet 2013 à Télé-Québec

- États-Unis : 2,75 millions de téléspectateurs[4]

### Épisode 5:Accident de parcours
- États-Unis : 15 avril 2012
- Québec : 10 juillet 2013 à Télé-Québec

- États-Unis : 2,69 millions de téléspectateurs[5]

### Épisode 6:États seconds
- États-Unis : 22 avril 2012
- Québec : 17 juillet 2013 à Télé-Québec

- États-Unis : 2,66 millions de téléspectateurs[6]

### Épisode 7:Renoncements
- États-Unis : 29 avril 2012
- Québec : 24 juillet 2013 à Télé-Québec

- États-Unis : 2,31 millions de téléspectateurs[7]

### Épisode 8:Lady Lazarus
- États-Unis : 6 mai 2012
- Québec : 31 juillet 2013 à Télé-Québec

- États-Unis : 2,29 millions de téléspectateurs[8]

### Épisode 9:Ombres et ténèbres
- États-Unis : 13 mai 2012
- Québec : 7 août 2013 à Télé-Québec

- États-Unis : 2,13 millions de téléspectateurs[9]

### Épisode 10:Valse de Noël
- États-Unis : 20 mai 2012
- Québec : 14 août 2013 à Télé-Québec

- États-Unis : 1,92 million de téléspectateurs[10]

### Épisode 11:L'autre femme
- États-Unis : 27 mai 2012
- Québec : 21 août 2013 à Télé-Québec

- États-Unis : 2,07 millions de téléspectateurs[11]

### Épisode 12:Commissions
- États-Unis : 3 juin 2012
- Québec : 28 août 2013 à Télé-Québec

- États-Unis : 2,41 millions de téléspectateurs[12]

### Épisode 13:Vous êtes seul?
- États-Unis : 10 juin 2012
- Québec : 4 septembre 2013 à Télé-Québec

- États-Unis : 2,7 millions de téléspectateurs[13]